# Torrance Fleischmann
Pour les articles homonymes, voir Fleischmann (homonymie).
Torrance Fleischmann (née le 30 juillet 1949) est une cavalière américaine.

## Palmarès

### Jeux olympiques
- Los Angeles 1984
  -  Médaille d'or au concours complet par équipes[1].

## Championnats du monde
- Championnat du monde de concours complet en 1982
  -  Médaille de bronze en concours complet par équipes.